# Nettleham
Nettleham är en ort och civil parish i Storbritannien.   Den ligger i grevskapet Lincolnshire och riksdelen England, i den sydöstra delen av landet, 200 km norr om huvudstaden London. Nettleham ligger 27 meter över havet och antalet invånare är 3 592.
Terrängen runt Nettleham är platt. Runt Nettleham är det ganska tätbefolkat, med 90 invånare per kvadratkilometer. Närmaste större samhälle är Lincoln, 5,4 km sydväst om Nettleham. Trakten runt Nettleham består till största delen av jordbruksmark.